# 288959 Birzai
288959 Birzai este o planetă minoră (asteroid) din centura de asteroizi. A fost descoperită pe 11 octombrie 2004 la Molėtų astronomijos observatorija⁠(d) de . 
Obiectul prezintă o orbită caracterizată de o semiaxă mare de 2,3492522834617 UAi, o excentricitate de 0,13113618595811, o înclinație de 6,9143204456524 ° în raport cu ecliptica.